# Io, Chiara e l'Oscuro
Io, Chiara e l'Oscuro è stata una trasmissione radiofonica in onda sulle frequenze di Radio 2.
La trasmissione nasce nel gennaio del 2010, per mandato di Flavio Mucciante che chiama in Rai Chiara Gamberale con l'obiettivo di trasferire in radio il mood dei suoi romanzi.
Il programma aveva una premessa: Chiara viene abbandonata dal suo analista dopo 19 anni di terapia, quindi in ogni puntata si svolgeva una seduta d'analisi collettiva insieme agli ascoltatori (denominati "psico-ascoltatori") condotta dalla stessa Chiara Gamberale e dalle tre voci che la componevano (la testa, il corpo ed il cuore interpretate rispettivamente dal giovane scrittore Errico Buonanno, dall'attore Fabio Ferrari e da un esperto di cinema sudamericano) che, in una sorta di terapia di gruppo trattavano i temi d'attualità partendo dalle contraddizioni del singolo individuo. Gli ascoltatori, invitati a partecipare tramite telefonate in diretta, erano una componente essenziale della trasmissione. Ogni venerdì il programma ospitava un vip che veniva intervistato tramite il cosiddetto "questionario di Freud", cioè una lista di dieci domande che avevano lo scopo di sondare la psiche dell'intervistato.
Alla prima puntata parteciparono anche le voci più famose di Radio 2, Enrico Vaime, Massimo Cirri e i conduttori de Il ruggito del coniglio Antonello Dose e Marco Presta.